# Running on Empty
 Running on Empty és una pel·lícula de Sidney Lumet, estrenada en 1988, amb River Phoenix, Judd Hirsch, Christine Lahti i Martha Plimpton. La història explica la fugida perpètua d'una parella buscada per l'FBI i del seu fill que hi voldria posar fi per viure la seva vida.

## Argument
Un col·legial descobreix tornant a casa seva polícies que espien la casa familiar. Comprenent immediatament de què es tracta, el jove Danny Pope avisa el seu jove germà i els seus pares. Tots fugen de l'FBI que ha trobat una vegada més el seu rastre. En efecte, el 1970, Arthur i Annie Pope van fer explotar un laboratori on es fabricava napalm per protestar contra la guerra del Vietnam. El guardià del laboratori, que no hauria hagut de ser-hi, va quedar paralitic i va perdre la vista en l'explosió.

## Repartiment
- Annie Pope: Christine Lahti
- Arthur Pope: Judd Hirsch
- Danny Pope: River Phoenix
- Lorna Phillips: Martha Plimpton
- Mr. Phillips: Ed Crowley
- Harry Pope: Jonas Abry
- Gus Winant: L. M. Kit Carson
- Donald Patterson: Steven Hill

## Premis i nominacions
L'estrena de la pel·lícula va tenir lloc el 9 de setembre de 1988 i va obtenir un èxit tant de públic com de la crítica. Abans del guió, va ser la interpretació dels actors que va atreure l'atenció de Christine Lahti i sobretot de River Phoenix. La seva interpretació del jove Danny Pope li va valer la nominació per l'Oscar al millor actor secundari. La guionista Naomi Foner va ser nominada per l'Oscar al millor guió original. River Phoenix va ser igualment nominat millor actor secundari als Globus d'Or. Chritine Lahti va ser nominada millor actriu. La pel·lícula va ser nominada pel Millor Director i la millor pel·lícula dramàtica i va guanyar el Globus d'Or al millor guió.